# Mala Fucea, Kiustendil
Mala Fucea (în bulgară Мала Фуча) este un sat în comuna Bobov Dol, regiunea Kiustendil,  Bulgaria. 

## Demografie
Componența etnică a satului Mala Fucea
     Bulgari (95,86%)
     Nicio identificare (4,13%)
     Altele (0%)
La recensământul din 2011, populația satului Mala Fucea era de 145 locuitori. Din punct de vedere etnic, majoritatea locuitorilor (95,86%) erau bulgari. Pentru 4,13% din locuitori nu este cunoscută apartenența etnică.